# Józef Sobiesiak

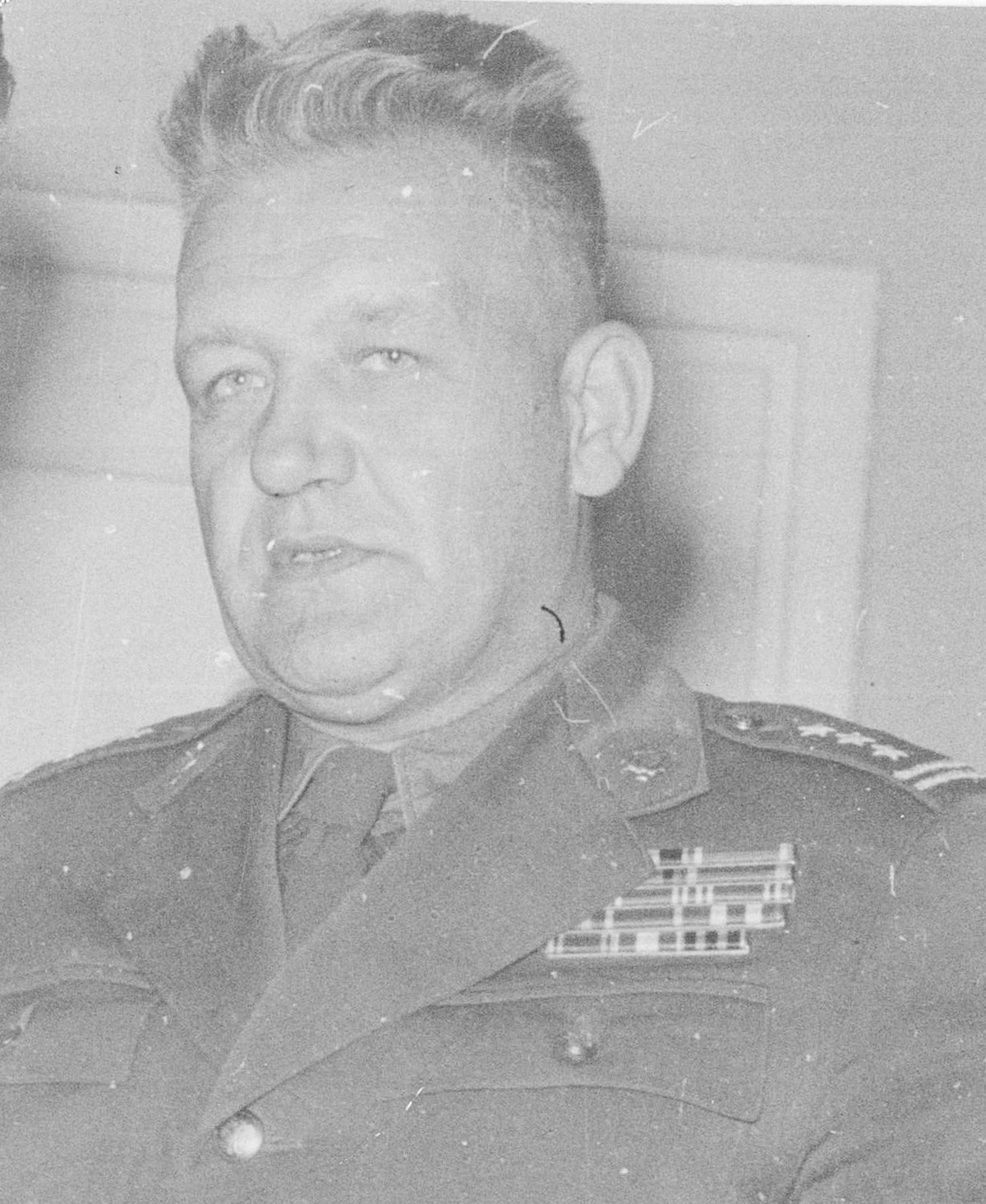
Józef Sobiesiak, w mundurze pułkownika w służbie Polskiej Marynarki Wojennej, fot. ok. 1960 r.

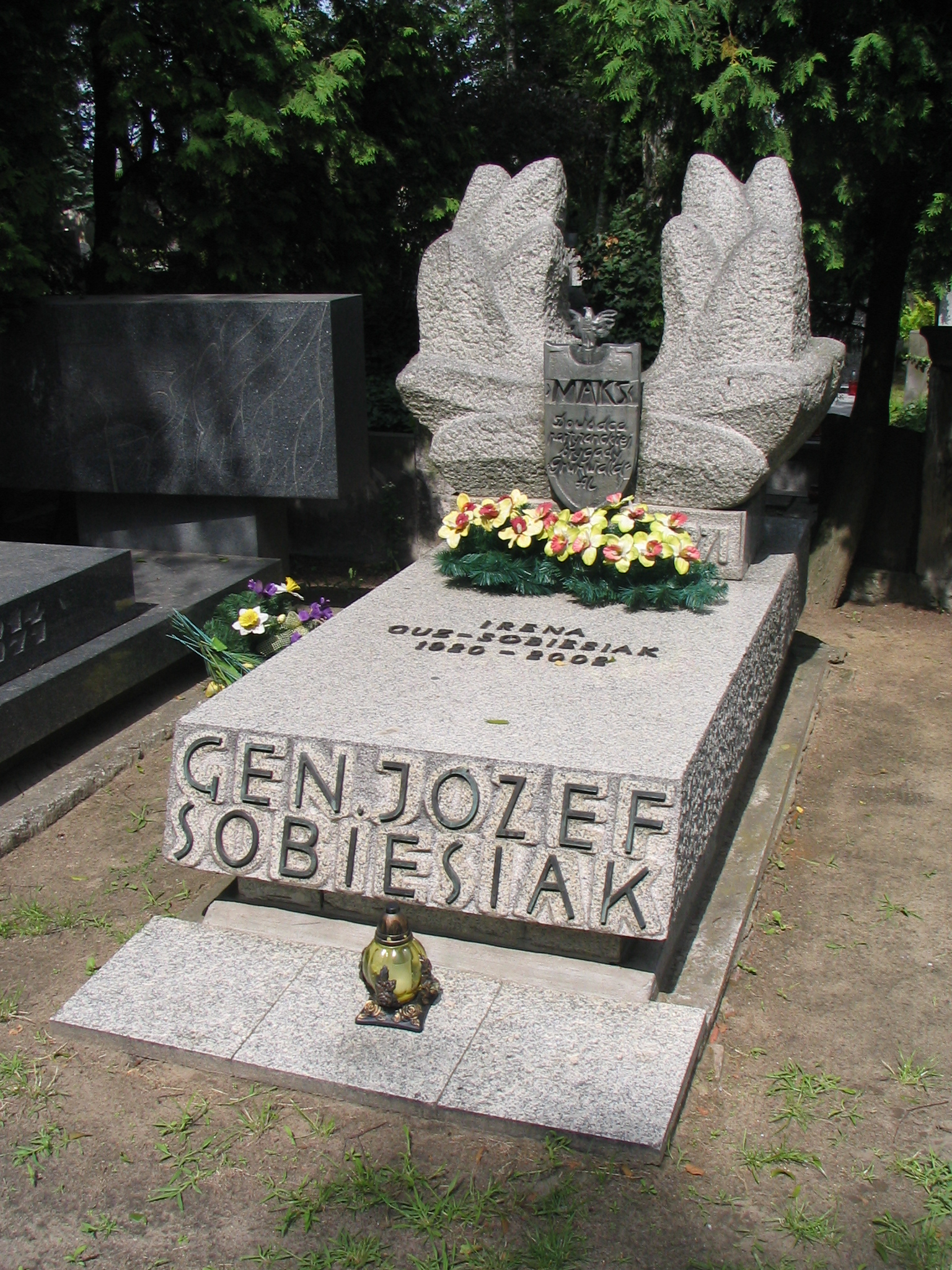
Grób gen. Józefa Sobiesiaka na Cmentarzu Wojskowym na Powązkach w Warszawie

Józef Sobiesiak, ps. „Maks”, „Bronicz” (ur. 17 maja 1914 w Pilaszkowicach, zm. 18 listopada 1971 w Warszawie) – polski działacz komunistyczny, radziecki partyzant, generał brygady Wojska Polskiego, kontradmirał, zastępca dowódcy Marynarki Wojennej (1963–1968), zastępca komendanta Wojskowej Akademii Politycznej im. Feliksa Dzierżyńskiego w Warszawie (1968–1971). Sprawiedliwy wśród Narodów Świata.

## Życiorys
Urodził się 17 maja 1914 w Pilaszkowicach, pow. krasnostawski (ob. świdnicki). Jego rodzice byli rolnikami, a on sam zarabiał na swoje utrzymanie. Pracował od 1 września 1928 do 1 listopada 1933 w prywatnym zakładzie mechanicznym Limka w Lublinie. W 1933 skończył średnią szkołę techniczną i w tym samym roku wstąpił do Komunistycznej Partii Polski. Służbę wojskową odbył jako szeregowy od 2 listopada 1933 do 14 września 1935 w kompanii łączności 3 Dywizji Piechoty. Był w wojsku dwukrotnie aresztowany za działalność komunistyczną, ale z braku dowodu winy został zwolniony. Pracował jako ślusarz od 15 września 1935 do 30 sierpnia 1939 w firmie braci Lubert w Warce.
W dniu wybuchu II wojny światowej zmobilizowany do kompanii łączności w Warszawie. Brał udział w bojach koło Różan i Małkini. Uciekł na wschód po rozbiciu jednostki przez wojska niemieckie i pracował od 7 października 1939 do 28 czerwca 1941 w Fabrykach Metalowych w Kijowie i Kowlu jako ślusarz, brygadzista i dyrektor. Pracował również jako drukarz od 29 czerwca 1941 do 31 października 1941 w drukarni rejonowej w Maniewiczach. Aresztowany w listopadzie 1941 za działalność antyhitlerowską uciekł i w rejonie Maniewicz organizował oddział partyzancki. Organizator oddziałów partyzantki komunistycznej na Wołyniu i Polesiu. W latach (1941–1943) dowódca oddziału partyzanckiego „Maks”, następnie do lutego 1944 samodzielnej brygady im. Michaiła Frunzego.
Na podstawie decyzji KC KP(b) Ukrainy z dnia 14 marca 1944, rozkazem nr 0023 Szefa Ukraińskiego Sztabu Ruchu Partyzanckiego generała-majora Timofieja Strokacza została sformowana Brygada PSzP „Grunwald” i przerzucona przez linię frontu z Kijowa na Kielecczyznę. Dowódcą Brygady Partyzanckiej „Grunwald” – złożonej z Polaków walczących w partyzantce radzieckiej – został mianowany mjr Józef Sobiesiak. Zrzut grupy ok. 100 spadochroniarzy, z której została utworzona Brygada, nastąpił w nocy z 1 na 2 lipca 1944, w rejonie Smykowa k. Opatowa. Brygada została podporządkowana Polskiemu Sztabowi Partyzanckiemu. Zadaniem brygady było rozpoznanie i dywersja na terenie przyszłej ofensywy 1 Frontu Ukraińskiego. Dowodzone przez niego oddziały partyzanckie uratowały od śmierci w wyniku Holocaustu setki Żydów.
Decyzją Zarządu Głównego ZPP w ZSRR z 25 lutego 1944 otrzymał stopień majora. Jako jeden z pierwszych w 1944 odznaczony był Orderem Lenina i Orderem Czerwonego Sztandaru. Od 1 września 1944 do 31 maja 1945 przebywał w Akademii im. Frunzego w ZSRR, a po jej ukończeniu wyznaczony na zastępcę dowódcy 46 pułku piechoty 13 Dywizji piechoty. Dowódca 35 pułku piechoty 7 Dywizji Piechoty od 21 września 1945 do 9 listopada 1947. Wstąpił do PPR, a po jej zjednoczeniu do PZPR. Awansowany do stopnia podpułkownika 12 marca 1946. Słuchacz ASG od 10 listopada 1947 do 14 października 1950, a po jej ukończeniu awansowany na stopień pułkownika. Od 15 października 1950 do 12 lipca 1951 pełnił funkcję dowódcy 1 Warszawskiej Dywizji Piechoty im. Tadeusza Kościuszki, następnie od 13 lipca 1951 do 16 kwietnia 1952 dowódcy 15 Dywizji Piechoty. Od 26 maja 1952 do 11 października 1955 dowódca 5 Dywizji Piechoty. Szef Obrony Przeciwlotniczej 9 Korpusu Armijnego od grudnia 1955 do 26 listopada 1956, a do 28 marca 1957 był zastępcą dowódcy 15 Dywizji Zmechanizowanej. Od 29 marca 1957 do września 1962 był szefem OPL WOW. Od 14 lipca 1963 zastępca dowódcy Marynarki Wojennej ds. ogólnowojskowych, które pełnił do 22 września 1968. Awansowany do stopnia generała brygady (kontradmirała) uchwałą Rady Państwa nr 47/63 z 1 października 1963. Zastępca komendanta Wojskowej Akademii Politycznej im. Feliksa Dzierżyńskiego w Warszawie od 23 września 1968. Wchodził w skład władz ZBoWiD, m.in. był członkiem Prezydium Zarządu Głównego tej organizacji.
Został pochowany 20 listopada 1971 w Alei Zasłużonych na cmentarzu Wojskowym na Powązkach (kwatera B2-tuje-9). W pogrzebie udział wzięli m.in. sekretarz KC PZPR gen. Mieczysław Moczar, minister obrony narodowej gen. Wojciech Jaruzelski oraz marszałek Polski Michał Żymierski. W imieniu władz państwowych przemówienie wygłosił członek Rady Państwa PRL Józef Ozga-Michalski, a w imieniu kierownictwa MON I zastępca szefa Sztabu Generalnego WP gen. dyw. Florian Siwicki.
W lesie na wschód od wsi Szczecno, przy leśnym dukcie do wsi Holendry, w gm. Pierzchnica znajduje się pomnik upamiętniający miejsce lądowania desantu mjr. Józefa Sobiesiaka.

## Twórczość
- Józef Sobiesiak – Burzany, Wyd. MON, Warszawa 1962, 1964
- Józef Sobiesiak – Brygada „Grunwald”, Wyd. MON, Warszawa 1966; Wydawnictwo Lubelskie 1973
- Józef Sobiesiak – Przebraże, Wyd. MON, Warszawa 1969, 1971; Wydawnictwo Lubelskie 1973
- Józef Sobiesiak, Ryszard Jegorow – Ziemia płonie, Wyd. MON, Warszawa 1961, 1964

## Ordery i odznaczenia
- Order Sztandaru Pracy I klasy (1964)
- Order Krzyża Grunwaldu III klasy
- Krzyż Kawalerski Orderu Odrodzenia Polski
- Krzyż Srebrny Orderu Wojennego Virtuti Militari
- Krzyż Partyzancki
- Srebrny Krzyż Zasługi (dwukrotnie: po raz pierwszy 30 maja 1946[14])
- Medal 10-lecia Polski Ludowej
- Medal Zwycięstwa i Wolności 1945
- Złoty Medal „Siły Zbrojne w Służbie Ojczyzny”
- Srebrny Medal „Siły Zbrojne w Służbie Ojczyzny”
- Brązowy Medal „Siły Zbrojne w Służbie Ojczyzny”
- Srebrny Medal „Za Zasługi dla Obronności Kraju”
- Brązowy Medal „Za Zasługi dla Obronności Kraju”
- Medal 100-lecia sportu polskiego  (1968)[15]
- Order Lenina (ZSRR, 1944)[16]
- Order Czerwonego Sztandaru (ZSRR, 1944)[16]
- Order Wojny Ojczyźnianej I klasy (ZSRR)
- Medal Partyzancki I klasy (ZSRR)[16]
- Odznaka „25-lecia Zwycięstwa w Wielkiej Wojnie Ojczyźnianej 1941-1945” (ZSRR, 1970)[17]
- Medal Sprawiedliwy wśród Narodów Świata (pośmiertnie, 5 kwietnia 1982)[5]